# Guennadi Matveïev
Guennadi Mikhaïlovitch Matveïev (en russe : Геннадий Михайлович Матвеев) est un footballeur international soviétique et entraîneur de football russe né le 22 août 1937 à Rostov-sur-le-Don et mort le 15 janvier 2014 en Allemagne.

## Biographie

### Carrière de joueur
Né et formé dans la ville de Rostov-sur-le-Don, Guennadi Matveïev intègre durant sa jeunesse les rangs du Dinamo Rostov (ru) avant de rejoindre en 1957 le Torpedo Rostov, avec qui il fait ses débuts professionnels en deuxième division soviétique la même année à l'âge de 19 ans.
Buteur à huit reprises en 29 rencontres pour sa première saison, il accroît son total à 12 lors des deux années qui suivent, cumulant en tout 32 buts pour 85 matchs de championnat sur trois saisons. Ses performances lui valent d'être repéré par le grand club municipal du SKA Rostov qui le recrute au cours de l'année 1959. Matveïev doit cependant attendre l'année suivante pour faire ses débuts en première division face au Dinamo Tbilissi le 6 juin 1960. Il inscrit son premier but un peu plus d'un mois plus tard contre le Pakhtakor Tachkent le 18 juillet 1960.
Devenant de plus en plus utilisé à partir de la mi-saison 1961, il se démarque en marquant cette année-là huit buts en douze matchs, dont un triplé face au Troud Voronej le 2 juillet. Il atteint ensuite les quatorze buts inscrits lors de l'exercice suivant, se classant sixième meilleur buteur du championnat, avant d'en marquer treize en 1963. Il est par ailleurs appelé à deux reprises au sein de la sélection nationale olympique, pour qui il dispute deux matchs contre la Finlande pour trois buts marqués.
Bien que moins prolifique lors des années 1964 et 1965, ses performances lui valent malgré tout d'être appelé à quatre reprises avec la sélection soviétique au cours de cette première année durant les matchs amicaux d'octobre et novembre 1964, marquant notamment un but face à l'Algérie le 4 novembre pour un match nul 2-2.
Matveïev retrouve son efficacité devant les cages durant la saison 1966, au cours de laquelle il est buteur à quatorze reprises en compagnie de son coéquipier Oleg Kopaïev tandis que le SKA termine deuxième du championnat soviétique. Il retrouve dans ce cadre temporairement le chemin de la sélection en jouant deux matchs amicaux contre la Yougoslavie puis la Turquie durant les mois de septembre et octobre, marquant son deuxième et dernier but international contre la première équipe pour une victoire 2-1.
Il passe par la suite encore deux saisons au club avant de prendre sa retraite à la fin de l'année 1968, à l'âge de 31 ans.

### Carrière d'entraîneur
Se reconvertissant comme entraîneur après la fin de sa carrière de joueur, Matveïev est rapidement nommé à la tête de son ancienne équipe pour la saison 1969, l'amenant alors en douzième position. Il amène également le SKA en finale de la coupe nationale, où il est cependant vaincu par le Karpaty Lvov, club de la deuxième division. Maintenu pour l'exercice suivant, il termine cette fois septième mais ne conserve pas son poste par la suite.
Il entraîne le SKA Odessa, club de troisième division, le temps d'une saison en 1971 avant d'occuper un poste d'adjoint à l'Amour Blagovechtchensk en 1972. Il est par la suite nommé à la tête du Kouban Krasnodar pour la saison 1974 et amène l'équipe à la quinzième place de la deuxième division avant de s'en aller pour le Torpedo Taganrog, qu'il dirige en deux temps entre 1975 et 1976. Moins actif dans les années qui suivent, il dirige l'Atommach Volgodonsk (ru) de 1980 à 1981 et enfin le Khimik Ouvarovo en 1993.
Emménageant par la suite en Allemagne, il y termine sa vie et meurt le 15 janvier 2014 à l'âge de 76 ans.

## Statistiques de joueur
| Saison                | Club                  | Championnat           | Championnat | Championnat | Coupe(s) nationale(s) | Coupe(s) nationale(s) | Total | Total |
| Saison                | Club                  | Division              | M.          | B.          | M.                    | B.                    | M.    | B.    |
| 1957                  | Torpedo Rostov        | D2                    | 29          | 8           | -                     | -                     | 29    | 8     |
| 1958                  | Rostselmach Rostov    | D2                    | 30          | 12          | 1                     | 1                     | 31    | 13    |
| 1959                  | Rostselmach Rostov    | D2                    | 26          | 12          | -                     | -                     | 26    | 12    |
| Sous-total            | Sous-total            | Sous-total            | 85          | 32          | 1                     | 1                     | 86    | 33    |
| 1960                  | SKA Rostov            | D1                    | 9           | 1           | 1                     | 0                     | 10    | 1     |
| 1961                  | SKA Rostov            | D1                    | 12          | 8           | 5                     | 2                     | 17    | 10    |
| 1962                  | SKA Rostov            | D1                    | 28          | 14          | 3                     | 2                     | 31    | 16    |
| 1963                  | SKA Rostov            | D1                    | 35          | 13          | -                     | -                     | 35    | 13    |
| 1964                  | SKA Rostov            | D1                    | 27          | 3           | 3                     | 0                     | 30    | 3     |
| 1965                  | SKA Rostov            | D1                    | 30          | 7           | 1                     | 0                     | 31    | 7     |
| 1966                  | SKA Rostov            | D1                    | 34          | 14          | 1                     | 0                     | 35    | 14    |
| 1967                  | SKA Rostov            | D1                    | 25          | 5           | -                     | -                     | 25    | 5     |
| 1968                  | SKA Rostov            | D1                    | 25          | 5           | -                     | -                     | 25    | 5     |
| Sous-total            | Sous-total            | Sous-total            | 225         | 70          | 14                    | 4                     | 239   | 74    |
| Total sur la carrière | Total sur la carrière | Total sur la carrière | 310         | 102         | 15                    | 5                     | 325   | 107   |

## Palmarès
| SKA Rostov - Championnat d'Union soviétique : - Vice-champion : 1966. |  | SKA Rostov - Coupe d'Union soviétique : - Finaliste : 1969. |